# Free State Project
Free State Project (сокр. FSP; англ. проект «Свободный штат») — проект американских либертарианцев по переселению в штат Нью-Гэмпшир и построению там свободного общества, «бастиона либертарианства».
Основан в 2001 году, штат Нью-Гемпшир выбран в 2003 году. К июню 2021 года туда переехало более 5000 участников и почти 20 тысяч человек согласились с декларацией о намерениях проекта.

## Цели и задачи
В заявлении FSP, принятом в 2005 году, говорится: 
Free State Project — план привлечь 20 000 активистов переехать в Нью-Гэмпшир, где они будут направлять все практические усилия на создание общества, в котором роль государства ограничена защитой жизни, свободы и собственности. Успех проекта, скорее всего, повлечет за собой сокращение налогообложения и регулирования, реформы на всех уровнях власти, чтобы расширить права и свободы рынка, а также восстановление конституционного федерализма, демонстрации преимуществ свободы на остальной части нации и мира.
Лозунг «Жизнь, свобода и собственность» схож с лозунгом «Жизнь, свобода и стремление к счастью» из американской Декларации первого континентального конгресса (англ.) 1774 года.
Проект направлен на преодоление исторической неэффективности минархизма, вызванной малой плотностью активистов на площади пятидесяти штатов США и мира в целом.
Задача Free State Project — собрать как можно больше либертарианцев в Нью-Гэмпшире, не втягивая их в какой бы то ни было политический процесс.

### Декларация о намерениях
Чтобы стать участником Free State Project, человек должен выразить согласие с Декларацией о намерениях (англ. Statement of Intent, SOI). Она гласит:
Настоящим я высказываю своё торжественное намерение переехать в штат Нью-Гэмпшир. Оказавшись там, я направлю все свои практические усилия на создание общества, в котором сфера влияния государства ограничена защитой жизни, свободы и собственности.

## История
Free State Project был основан в 2001 году Джейсоном Соренсом, студентом Йель. Соренс опубликовал статью в «The Libertarian Enterprise» (англ.) о провале либертарианцев на выборах в федеральные органы власти и с идеями сепаратистского движения. С тех пор сепаратизм в движении стал значительно слабее, чем предсказывал Соренс в 2004 году. Соренс заявил, что проект поддерживает американскую традицию политической миграции, в том числе мормонских переселенцев в штате Юта и общин амишей.
Проект начался без какой-либо конкретной привязки. Были проведены систематические обзоры со сравнением потенциала различных штатов населением в полтора миллиона или более, и тех, где объединённые расходы в 2000 году демократической и республиканской партий были менее 5,2 миллионов долларов, общего дохода либертарианской партии в том же году. Гавайи и Род-Айленд были исключены из списка из-за явных симпатий к центральному правительству.
В сентябре 2003 было проведено голосование. Для подсчёта голосов был использован метод Кондорсе (англ.). Выиграл Нью-Гэмпшир, с перевесом 55 % против 45 % у штата Вайоминг. Аляска, Делавэр, Айдахо, Мэн, Монтана, Вермонт, а также северная и южная Дакота тоже были в списке голосования.
Штат Нью-Гэмпшир был выбран потому, что восприятие индивидуалистической культуры Нью-Гэмпшира должно хорошо резонировать с либертарианской идеологией. Однако, Free State Project подвергся жестокой критике со стороны коренного населения штата, вызванной оппозиционными взглядами «понаехавших» и их неприятием налогов. С другой стороны, республиканцы активно поддержали проект, ибо он вполне укладывается в их идею «малого правительства».
В 2010 году двенадцать «фристейтеров» избраны в четырёхсотместную палату представителей штата.
К 2016 году (за 15 лет существования проекта) в Нью-Гэмпшире усилиями фристейтеров упрощено приобретение и ношение холодного оружия, отменена система считывания автомобильных номеров, легализована медицинская марихуана, снова появилось частное пивоварение. В то же время, имелись и отрицательные примеры: так, в городке Графтон либертарианский проект привёл к полному упадку местной коммунальной сферы и был прекращён в 2016 году.

## Текущая деятельность
Free State Project не занимается борьбой за власть, поддержкой кандидатов на выборах или какой-либо другой политической деятельностью.
Однако, несколько участников проекта принимали участие в демократических процедурах. В 2006 году Джоэл Винтерс был избран в Законодательное собрание штата Нью-Гэмпшир от фракции демократов. В 2008 г. он был избран повторно, в 2010 г. проиграл выборы. В 2008 г. четверо фри-стейтеров включая Винтерса были избраны в палату представителей. В 2010 году уже двенадцать фри-стейтеров были избраны туда же. В 2012 году избранные участники написали и передали властям Билль 418, требующий от государственных органов легализовать свободное распространение и копирование программ с открытым исходным кодом и свободных форматов данных.
В управлении Free State Project используется децентрализованное принятие решений. В то время как контрольная группа решает различные задачи, большая часть деятельности Free State Project производится добровольцами для содействия проекту в меру своих сил, а не путём принудительного следования спускаемому сверху «единому плану».

### Участие в проекте
Free State Project открыт для всех совершеннолетних людей (от 18 лет и выше). Гражданство США не обязательно, но Free State Project не в состоянии помочь всем желающим с получением визы или с иммиграцией в США. Люди, пропагандирующие насилие или расовую нетерпимость, в проекте не приветствуются.
Желающие участвовать во Free State Project подписывают декларацию о намерениях, обязуясь переехать в штат за период времени в ближайшие пять лет.

### Ежегодные мероприятия
Free State Project является официальным организатором двух ежегодных событий в Нью-Гэмпшире:
- New Hampshire Liberty Forum (англ.) — либертарианский форум с самыми разнообразными ораторами, обедами и другими мероприятиями.
- The Porcupine Freedom Festival (PorcFest) — недельный летний фестиваль, который проходит в палаточном лагере; по сути более неформальный вариант форума.

## Отзывы
17 февраля 2006 года экономист Уолтер Блок публично заявил о своей поддержке организации Free State Project:

— Вы, ребята, занимаетесь божественным трудом. FSP — один из лучших прикладных проектов для продвижения свободы, которыми либертарианское движение занималось за последние десятилетия. Вы можете добиться успеха в ваших смелых мечтах, и тем самым ещё раз покажете эмпирическим путём преимущества и выгоды свободного общества.
Оригинальный текст (англ.)You people are doing the Lord's work. The FSP is one of the freshest practical ideas for promoting liberty that has come out of the libertarian movement in the past few decades. May you succeed beyond your wildest dreams, and thus demonstrate in yet another empirical way the benefits and blessings of liberty.

В 2007 году о поддержке проекта заявили сразу два кандидата в президенты США: Рон Пол и Боб Бэрр.
В 2010 году Лью Роквелл из Института Людвига фон Мизеса также поддержал проект; он назвал город Кин «Северной столицей либертарианства».
В 2011 году Питер Шифф сказал, что подумывает о переезде и участии в проекте.

## Последователи
В 2020 году в Черногории был запущен Free State Project Europe.